# سیارک ۴۶۷۶
سیارک ۴۶۷۶ (به انگلیسی: 4676 Uedaseiji، نامگذاری:1990SD4) چهار هزار و ششصد و هفتاد و ششمین سیارک کشف شده‌است که در ۱۶ سپتامبر ۱۹۹۰ کشف شد.
قدر مطلق سیارک برابر ۱۲٫۶۰ است.